# Dios se lo pague (telenovela argentina)
Dios se lo pague es una telenovela que en agosto de 1981 se emitió por Argentina Televisora Color (ATC) con libro de Vicente Sesso, traducción de Elisa Cambaceres de Serra de la obra homónima de Joracy Camargo. Fue dirigida por Alberto Rinaldi y protagonizada por Leonor Benedetto y Víctor Hugo Vieyra. 

## Elenco

### Protagonistas
- Leonor Benedetto - Eleonora Clovis / Nancy
- Víctor Hugo Vieyra - Jorge Chabrier
- Federico Luppi - Carlos Pereyra

### Elenco de reparto
- Gianni Lunadei - Dr. Julio Sánchez
- Héctor Bidonde - Dr. Ernesto Clovis
- Gloria Antier - Marta
- Edith Boado - Lucille “Lucy” Renón
- Delfy de Ortega - Beatriz de Clovis
- Susy Kent - Tía Bijou
- Susana Lanteri - Fanny Álvarez de Sánchez
- María Maristany - Florinda
- Natacha Nohani - María
- Salo Pasik - Juan
- Juan Peña - Charles “Cherie”
- Juan Carlos Puppo - Rodolfo
- Sergio Sanders - Guillermo
- Luis Tasca - Sócrates
- Juan Vitali - Fabio Álvarez
- Héctor Da Rosa - Barata
- Lucio Deval - Domingas
- Alberto Marty - Martín
- Diego Varzi - Roberto
- Marcela Ruiz - Yanine